# Штайн, Марк
Марк Штайн (нем. Marc Stein; 7 июля 1985, Потсдам) — немецкий футболист, защитник.

## Биография
Начал взрослую карьеру в 2004 году в берлинской «Теннис-Боруссии», в том же году перешёл в «Ганзу» (Росток). В сезоне 2006/07 вместе с «Ганзой» победил в турнире Второй Бундеслиги и вышел в Бундеслигу. Спустя сезон, летом 2008 года перешёл в берлинскую «Герту», также игравшую в Бундеслие, провёл в её составе два сезона. Первый матч за «Герту» в Бундеслиге сыграл 17 августа 2008 года против франкфуртского «Айнтрахта». Всего в высшем дивизионе Германии в 2007—2010 годах сыграл 71 матч и забил один гол.
С 2010 года играл за клубы низших лиг — за «Франкфурт» во Второй Бундеслиге и за ряд клубов Третьей Бундеслиги и региональных лиг.